# Coppa Nordamericana di skeleton 2004
La Coppa Nordamericana di skeleton 2004 è stata la quarta edizione del circuito continentale nordamericano di skeleton, manifestazione organizzata dalla Federazione Internazionale di Bob e Skeleton; è iniziata il 2 dicembre 2003 a Park City, negli Stati Uniti, e si è conclusa il 24 gennaio 2004 a Lake Placid, sempre negli Stati Uniti. Vennero disputate dodici gare: sei per le donne e altrettante per gli uomini in tre differenti località.
Vincitori dei trofei, conferiti agli atleti classificatisi per primi nel circuito, sono stati la statunitense Katie Uhlaender nel singolo femminile e il connazionale Zach Lund in quello maschile.

## Calendario
| Località    | Data                | Donne | Uomini |
| ----------- | ------------------- | ----- | ------ |
| Park City   | 2–3 dicembre 2003   | ●●    | ●●     |
| Calgary     | 12–13 dicembre 2003 | ●●    | ●●     |
| Lake Placid | 23–24 gennaio 2004  | ●●    | ●●     |
| Totale      | Totale              | 6     | 6      |

## Risultati

### Donne
| Data             | Località    | Prime classificate          | Seconde classificate        | Terze classificate           |
| ---------------- | ----------- | --------------------------- | --------------------------- | ---------------------------- |
| 2 dicembre 2003  | Park City   | Natasha Ellison Stati Uniti | Babs Isak Stati Uniti       | Katie Uhlaender Stati Uniti  |
| 3 dicembre 2003  | Park City   | Katie Uhlaender Stati Uniti | Courtney Yamada Stati Uniti | Natasha Ellison Stati Uniti  |
| 12 dicembre 2003 | Calgary     | Katie Uhlaender Stati Uniti | Natasha Ellison Stati Uniti | Babs Isak Stati Uniti        |
| 13 dicembre 2003 | Calgary     | Katie Uhlaender Stati Uniti | Natasha Ellison Stati Uniti | Courtney Yamada Stati Uniti  |
| 23 gennaio 2004  | Lake Placid | Katie Uhlaender Stati Uniti | Jody Barton Stati Uniti     | Felicia Canfield Stati Uniti |
| 24 gennaio 2004  | Lake Placid | Jody Barton Stati Uniti     | Katie Uhlaender Stati Uniti | Felicia Canfield Stati Uniti |

### Uomini
| Data             | Località    | Primi classificati      | Secondi classificati       | Terzi classificati                                 |
| ---------------- | ----------- | ----------------------- | -------------------------- | -------------------------------------------------- |
| 2 dicembre 2003  | Park City   | Zach Lund Stati Uniti   | Masaru Inada Giappone      | Yuuki Nozawa Giappone                              |
| 3 dicembre 2003  | Park City   | Zach Lund Stati Uniti   | Masaru Inada Giappone      | Yuuki Nozawa Giappone                              |
| 12 dicembre 2003 | Calgary     | Zach Lund Stati Uniti   | Chris Hedquist Stati Uniti | Adam Pengilly Regno Unito                          |
| 13 dicembre 2003 | Calgary     | Zach Lund Stati Uniti   | Chris Hedquist Stati Uniti | Adam Pengilly Regno Unito                          |
| 23 gennaio 2004  | Lake Placid | Caleb Smith Stati Uniti | Stokes Aitken Stati Uniti  | Zach Lund Stati Uniti                              |
| 24 gennaio 2004  | Lake Placid | Caleb Smith Stati Uniti | Zach Lund Stati Uniti      | Rob Murray Stati Uniti e Stokes Aitken Stati Uniti |

## Classifiche

### Donne
| Pos. | Atleta            | Nazione     | CAL-1 | CAL-2 | PKC-1 | PKC-2 | LAK-1 | LAK-2 | Punti |
| ---- | ----------------- | ----------- | ----- | ----- | ----- | ----- | ----- | ----- | ----- |
| 1    | Katie Uhlaender   | Stati Uniti | 3     | 1     | 1     | 1     | 1     | 2     | 199   |
| 2    | Natasha Ellison   | Stati Uniti | 1     | 3     | 2     | -     | 6     | 5     | 169   |
| 3    | Jody Barton       | Stati Uniti | 7     | 4     | 6     | 3     | 2     | 1     | 156   |
| 4    | Babs Isak         | Stati Uniti | 2     | 5     | 3     | 6     | 4     | 7     | 149   |
| 5    | Felicia Canfield  | Stati Uniti | 5     | 7     | 7     | 1     | 3     | 3     | 134   |
| 6    | Rebecca Sorensen  | Stati Uniti | 4     | 6     | 9     | 25    | 5     | 4     | 112   |
| 7    | Carla Pavan       | Canada      | 8     | 8     | 10    | 7     | 8     | 8     | 107   |
| 8    | Courtney Yamada   | Stati Uniti | 6     | 2     | 5     | 3     | -     | -     | 103   |
| 9    | Amanda Bird       | Stati Uniti | 13    | 14    | 19    | 15    | 7     | 6     | 83    |
| 10   | Charnia Weightman | Stati Uniti | 10    | 10    | 4     | 8     | -     | -     | 75    |

### Uomini
| Pos. | Atleta           | Nazione     | CAL-1 | CAL-2 | PKC-1 | PKC-2 | LAK-1 | LAK-2 | Punti |
| ---- | ---------------- | ----------- | ----- | ----- | ----- | ----- | ----- | ----- | ----- |
| 1    | Zach Lund        | Stati Uniti | 1     | 1     | 1     | 1     | 3     | 2     | 286   |
| 2    | Caleb Smith      | Stati Uniti | 4     | 4     | 14    | 8     | 1     | 1     | 221   |
| 3    | Rob Murray       | Stati Uniti | 5     | 5     | 16    | 18    | 5     | 3     | 176   |
| 4    | Terry Holland    | Stati Uniti | 6     | 9     | 6     | 11    | 10    | 5     | 168   |
| 5    | Phillip Muirhead | Stati Uniti | 12    | 6     | 12    | 13    | 4     | 7     | 158   |
| 6    | Kelly Forbes     | Stati Uniti | 9     | 10    | 7     | 7     | 9     | 10    | 154   |
| 7    | Yuuki Nozawa     | Giappone    | 3     | 3     | 4     | 6     | -     | -     | 152   |
| 8    | Masaru Inada     | Giappone    | 2     | 2     | 10    | 4     | -     | -     | 151   |
| 9    | Stokes Aitken    | Stati Uniti | 22    | 7     | DNF   | 21    | 2     | 3     | 143   |
| 10   | Adam Pengilly    | Regno Unito | 8     | 8     | 3     | 3     | -     | -     | 136   |